# Lista de governadores do Amazonas
Esta é uma lista de governantes do estado do Amazonas. Incluem-se neste artigo todos os mandatários que governaram o território hoje chamado estado do Amazonas, desde a criação da Capitania de São José do Rio Negro pela Carta Régia de 3 de março de 1755 até à atualidade.
O Amazonas é um estado da federação, sendo governado por três poderes, o executivo, representado pelo governador, o legislativo, representado pela Assembleia Legislativa do Estado do Amazonas, e o judiciário, representado pelo Tribunal de Justiça do Estado do Amazonas e outros tribunais e juízes. Também é permitida a participação popular nas decisões do governo através de referendos e plebiscitos.
Tratando-se sobre partidos políticos, todos os 35 partidos políticos brasileiros possuem representação no estado. Conforme informações divulgadas pelo Tribunal Superior Eleitoral (TSE), com base em dados de abril de 2016, o partido político com maior número de filiados no Amazonas é o Partido Comunista do Brasil (PCdoB), com 20 687 membros, seguido do Partido Social Cristão (PSC), com 18 934 membros e do Partido dos Trabalhadores (PT), com 17 265 filiados. Completando a lista dos cinco maiores partidos políticos no estado, por número de membros, estão o Partido do Movimento Democrático Brasileiro (PMDB), com 14 742 membros; e o Partido Progressista (PP), com 13 124 membros. Ainda de acordo com o Tribunal Superior Eleitoral, o Partido Novo (NOVO) e o Partido Socialista dos Trabalhadores Unificado (PSTU) são os partidos políticos com menor representatividade na unidade federativa, com 4 e 134 filiados, respectivamente.
Atual cenário político amazonense
Em 2017 foi convocada pelo Tribunal Superior Eleitoral mediante o veredicto que cassou a chapa vitoriosa ao governo estadual no pleito de 2014 sob a acusação de compra de votos. Diante de tal sentença, o presidente da Assembleia Legislativa comandou interinamente o Estado até que um novo pleito decidisse quem ocuparia o Palácio Rio Negro. Ao todo nove candidaturas foram registradas para esse fim. Como nenhum candidato a governador assegurou metade mais um dos votos válidos, houve um segundo turno em 27 de agosto entre Amazonino Mendes e Eduardo Braga com a vitória de Mendes. Segundo a Constituição o novo mandatário completaria o período iniciado por seus antecessores. O pleito extraordinário de 2017 marcou, portanto, o terceiro embate entre os aliados de outrora. Nas eleições gerais de 2018, Amazonino Mendes tentou a reeleição e foi derrotado, no 2º turno, pelo jornalista Wilson Lima (PSC). Lima obteve 58,5% dos votos válidos, com uma vantagem de mais de 300 mil votos sobre o então governador, e tornou se o governador mais bem votado da história do Amazonas com 1.033.954 votos.

## Governantes do período colonial (1758 — 1833)
Governantes da Capitania de São José do Rio Negro
| Nº | Nome                                | Imagem | Início do mandato      | Fim do Mandato         | Observações                                                                    |
| -- | ----------------------------------- | ------ | ---------------------- | ---------------------- | ------------------------------------------------------------------------------ |
| 1  | Joaquim de Melo e Póvoas            |        | 7 de maio de 1758      | 25 de dezembro de 1760 | Governador Geral da Capitania de São José do Rio Negro                         |
| 2  | Gabriel de Souza Filgueiras         |        | 26 de dezembro de 1760 | 7 de setembro de 1761  | Governador Geral da Capitania de São José do Rio Negro                         |
| —  | Nuno da Cunha d'Athayde Varona      |        | 8 de setembro de 1761  | 24 de dezembro de 1761 | Governador interino da Capitania de São José do Rio Negro                      |
| —  | Valério Correia Botelho de Andrade  |        | 25 de dezembro de 1761 | 16 de outubro de 1763  | Governador interino da Capitania de São José do Rio Negro                      |
| 3  | Joaquim Tinoco Valente              |        | 17 de outubro de 1763  | 22 de agosto de 1779   | Governador Geral da Capitania de São José do Rio Negro                         |
| 4  | Francisco Xavier Ribeiro de Sampaio |        | 23 de agosto de 1779   | 31 de dezembro de 1779 | Governador Geral da Capitania de São José do Rio Negro                         |
| 5  | Domingos Franco de Carvalho         |        | 1° de janeiro de 1780  | 31 de dezembro de 1780 | Governador Geral da Capitania de São José do Rio Negro                         |
| 6  | Felipe Serrão de Castro             |        | 1 de janeiro de 1781   | 31 de dezembro de 1781 | Governador Geral da Capitania de São José do Rio Negro                         |
| 7  | Bento José do Rego                  |        | 1 de janeiro de 1782   | 6 de março de 1783     | Governador Geral da Capitania de São José do Rio Negro                         |
| 8  | João Manuel Rodrigues               |        | 7 de março de 1783     | 15 de janeiro de 1784  | Governador Geral da Capitania de São José do Rio Negro                         |
| 9  | João Batista Mardel                 |        | 16 de janeiro de 1784  | 31 de dezembro de 1784 | Governador Geral da Capitania de São José do Rio Negro                         |
| 10 | Antônio Francisco Mendes            |        | 1 de janeiro de 1785   | 31 de dezembro de 1785 | Governador Geral da Capitania de São José do Rio Negro                         |
| 11 | José Gomes da Silva                 |        | 1 de janeiro de 1786   | 2 de outubro de 1786   | Governador Geral da Capitania de São José do Rio Negro                         |
| 12 | Manuel da Gama Lobo D’Almada        |        | 3 de outubro de 1786   | 27 de outubro de 1786  | Governador Geral da Capitania de São José do Rio Negro                         |
| 13 | José Antônio Salgado                |        | 27 de outubro de 1786  | 7 de outubro de 1805   | Governador Geral da Capitania de São José do Rio Negro                         |
| 14 | José Joaquim Vitório da Costa       |        | 7 de fevereiro de 1806 | 10 dezembro de 1818    | Governador Geral da Capitania de São José do Rio Negro                         |
| 15 | Manuel Joaquim do Paço              |        | 11 de dezembro de 1818 | 29 de setembro de 1821 | Governador Geral da Capitania de São José do Rio Negro, posteriormente deposto |
| 16 | Antônio José de Brito Inglês        |        | 29 de setembro de 1821 | novembro de 1821       | Governador Geral da Capitania de São José do Rio Negro                         |
| 17 | Joaquim José Gusmão                 |        | dezembro de 1821       | 3 de junho de 1822     | Governador Geral da Capitania de São José do Rio Negro                         |
| 18 | Antônio da Silva Craveiro           |        | 3 de junho de 1822     | 23 de novembro de 1822 | Governador Geral da Capitania de São José do Rio Negro                         |

## Governantes do período imperial (1822 — 1889)

### Governantes da Capitania de São José do Rio Negro
| Nº | Nome                           | Imagem | Início do mandato      | Fim do Mandato         | Observações                                             |
| -- | ------------------------------ | ------ | ---------------------- | ---------------------- | ------------------------------------------------------- |
| 1  | Bonifácio João de Azevedo      |        | 24 de novembro de 1822 | 12 de agosto de 1825   | Governador Geral da Capitania de São José do Rio Negro  |
| 2  | Teodósio de Mendonça           |        | 3 de dezembro de 1825  | 31 de maio de 1828     | Comandante Militar de Barcelos                          |
| 3  | Joaquim Felipe dos Reis        |        | 1 de junho de 1828     | 12 de abril de 1831    | Interventor Geral da Capitania de São José do Rio Negro |
| 4  | Francisco Ricardo Zany         |        | 13 de abril de 1831    | 22 de junho de 1832    | Interventor Geral da Capitania de São José do Rio Negro |
| —  | Bernardino de Sousa Figueiredo |        | 23 de junho de 1832    | 10 de agosto de 1832   | Presidente nomeado interinamente                        |
| 5  | Hilário Pedro Gurjão           |        | 14 de agosto de 1832   | 13 de abril de 1833    | Interventor Geral da Capitania de São José do Rio Negro |
| 6  | Gaspar Cordeiro                |        | 14 de abril de 1833    | 18 de dezembro de 1833 | Interventor Geral da Capitania de São José do Rio Negro |

### Governantes da Comarca do Alto Amazonas
| Nº | Nome                        | Imagem | Partido             | Início do mandato      | Fim do Mandato         |
| -- | --------------------------- | ------ | ------------------- | ---------------------- | ---------------------- |
| 1  | Gaspar Cordeiro             |        | Partido Conservador | 18 de dezembro de 1833 | 2 de fevereiro de 1835 |
| 2  | Manoel Santiago             |        | Partido Conservador | 2 de fevereiro de 1835 | 7 de janeiro de 1836   |
| —  | Henrique Cordeiro           |        | Partido Moderado    | 7 de janeiro de 1836   | 3 de dezembro de 1836  |
| 3  | João Antônio da Silva       |        | Partido Liberal     | 3 de dezembro de 1836  | 13 de maio 1837        |
| 4  | Inácio Ruiz do Carmo        |        | Partido Liberal     | 13 de maio 1837        | 3 de março de 1841     |
| 5  | Francisco Nogueira de Faria |        | Partido Conservador | 3 de março de 1841     | 11 de junho de 1845    |
| 6  | José de Miranda Leão        |        | Partido Conservador | 11 de junho de 1845    | 23 de janeiro de 1847  |
| 7  | João Henrique de Matos      |        | Partido Conservador | 23 de janeiro de 1847  | 19 de abril de 1848    |
| 8  | Albino Pereira              |        | Partido Liberal     | 19 de abril de 1848    | 1 de janeiro de 1852   |

### Presidentes da Província do Amazonas
Através de uma Lei Imperial de 20 de outubro de 1823 D. Pedro I extinguiu as juntas governativas provisórias nas províncias e criou os cargos de presidentes, a serem preenchidos por nomeação do Imperador, e os conselhos de governos, que seriam eleitos.
| Nº | Nome                           | Imagem | Partido             | Início do mandato       | Fim do mandato          | Referências                                      |
| -- | ------------------------------ | ------ | ------------------- | ----------------------- | ----------------------- | ------------------------------------------------ |
| 1  | João Batista Figueiredo Aranha |        | Partido Conservador | 1 de janeiro de 1852    | 27 de junho de 1852     | Presidente Provincial nomeado por Carta imperial |
| —  | Manuel Gomes de Miranda        |        | Partido Conservador | 27 de junho de 1852     | 22 de abril de 1853     | 1° Vice-Presidente no cargo de titular           |
| 2  | Herculano Ferreira Pena        |        | Partido Conservador | 22 de abril de 1853     | 11 de março de 1855     | Presidente Provincial nomeado por Carta imperial |
| —  | Manuel Gomes de Miranda        |        | Partido Conservador | 11 de março de 1855     | 28 de janeiro de 1856   | 1° Vice-Presidente no cargo de titular           |
| 3  | João Pedro Dias Vieira         |        | Partido Conservador | 28 de janeiro de 1856   | 26 de fevereiro de 1857 | Presidente Provincial nomeado por Carta imperial |
| —  | Manuel Gomes de Miranda        |        | Partido Conservador | 26 de fevereiro de 1857 | 12 de março de 1857     | 1° Vice-Presidente no cargo de titular           |
| 4  | Ângelo Tomás do Amaral         |        | Partido Conservador | 12 de março de 1857     | 10 de novembro de 1857  | Presidente Provincial nomeado por Carta imperial |
| 5  | Francisco José Furtado         |        | Partido Liberal     | 10 de novembro de 1857  | 30 de maio de 1859      | Presidente Provincial nomeado por Carta imperial |
| —  | Manuel Gomes de Miranda        |        | Partido Conservador | 30 de maio de 1859      | 24 de novembro de 1860  | 1° Vice-Presidente no cargo de titular           |
| 6  | Manuel Clementino Carneiro     |        | Partido Liberal     | 24 de novembro de 1860  | 7 de fevereiro de 1863  | Presidente Provincial nomeado por Carta imperial |
| 7  | Sinval Odorico de Moura        |        | Partido Liberal     | 7 de fevereiro de 1863  | 7 de abril de 1864      | Presidente Provincial nomeado por Carta imperial |
| 8  | Adolfo Lacerda                 |        | Partido Conservador | 7 de abril de 1864      | 24 de agosto de 1865    | Presidente Provincial nomeado por Carta imperial |
| 9  | Antônio de Mello               |        | Partido Liberal     | 24 de agosto de 1865    | 24 de novembro de 1867  | Presidente Provincial nomeado por Carta imperial |
| 10 | José Coelho da Gama e Abreu    |        | Partido Liberal     | 24 de novembro de 1867  | 9 de fevereiro de 1868  | Presidente Provincial nomeado por Carta imperial |
| 11 | Jacinto Pereira do Rego        |        | Partido Conservador | 9 de fevereiro de 1868  | 26 de novembro de 1868  | Presidente Provincial nomeado por Carta imperial |
| 12 | João Wilkens de Matos          |        | Partido Conservador | 26 de novembro de 1868  | 8 de agosto de 1870     | Barão de Maruiá                                  |
| 13 | José de Miranda Reis           |        | Partido Conservador | 8 de junho de 1870      | 8 de julho de 1872      | Barão com grandeza de Miranda Reis               |
| 14 | Domingos Monteiro Peixoto      |        | Partido Conservador | 8 de julho de 1872      | 7 de agosto de 1875     | Barão de São Domingos                            |
| 15 | Antônio Passos Miranda         |        | Partido Conservador | 7 de agosto de 1875     | 26 de julho de 1876     | Presidente Provincial nomeado por Carta imperial |
| 16 | Domingos Jaci Monteiro         |        | Partido Liberal     | 26 de julho de 1876     | 26 de maio de 1877      | Presidente Provincial nomeado por Carta imperial |
| 17 | Agesilão Pereira da Silva      |        | Partido Conservador | 26 de maio de 1877      | 7 de março de 1878      | Presidente Provincial nomeado por Carta imperial |
| 18 | Enéas Gustavo Galvão           |        | Partido Conservador | 7 de março de 1878      | 15 de novembro de 1879  | Visconde de Maracaju                             |
| 19 | José Clarindo de Queiroz       |        | Partido Conservador | 15 de novembro de 1879  | 26 de junho de 1880     | Presidente Provincial nomeado por Carta imperial |
| 20 | Sátiro de Oliveira Dias        |        | Partido Conservador | 26 de junho de 1880     | 16 de maio de 1881      | Presidente Provincial nomeado por Carta imperial |
| 21 | Alarico Furtado                |        | Partido Conservador | 16 de maio de 1881      | 17 de março de 1882     | Presidente Provincial nomeado por Carta imperial |
| 22 | José Lustosa Paranaguá         |        | Partido Conservador | 17 de março de 1882     | 11 de março de 1884     | Presidente Provincial nomeado por Carta imperial |
| 23 | Teodureto de Faria Souto       |        | Partido Conservador | 11 de março de 1884     | 11 de maio de 1884      | Presidente Provincial nomeado por Carta imperial |
| 24 | José Jansen Ferreira Jr        |        | Partido Liberal     | 11 de maio de 1884      | 27 de maio de 1885      | Presidente Provincial nomeado por Carta imperial |
| 25 | Ernesto Vasconcellos Chaves    |        | Partido Liberal     | 27 de maio de 1885      | 23 de março de 1887     | Presidente Provincial nomeado por Carta imperial |
| 26 | Conrado Niemeyer               |        | Partido Liberal     | 23 de março de 1887     | 10 de janeiro de 1888   | Presidente Provincial nomeado por Carta imperial |
| 27 | Francisco Pimenta Bueno        |        | Partido Conservador | 10 de janeiro de 1888   | 12 de julho de 1888     | Presidente Provincial nomeado por Carta imperial |
| 28 | Joaquim Cardoso de Andrade     |        | Partido Liberal     | 12 de julho de 1888     | 12 de fevereiro de 1889 | Presidente Provincial nomeado por Carta imperial |
| 29 | Joaquim de Oliveira Machado    |        | Partido Liberal     | 12 de fevereiro de 1889 | 1 de julho de 1889      | Presidente Provincial nomeado por Carta imperial |
| 30 | Manuel Francisco Machado       |        | Partido Liberal     | 1 de julho de 1889      | 21 de novembro de 1889  | Barão de Solimões                                |

## Governantes do período republicano (1889 —2025)
Governadores do Estado
| Nº                                        | Nome                                  | Imagem                                           | Partido                                          | Início do mandato       | Fim do mandato                                                                                     | Observações |
| ----------------------------------------- | ------------------------------------- | ------------------------------------------------ | ------------------------------------------------ | ----------------------- | -------------------------------------------------------------------------------------------------- | --- |
| Primeira República Brasileira (1889-1930) |                                       |                                                  |                                                  |                         | | |
| 1                                         | Junta Governativa Amazonense de 1889  |                                                  | —                                                | 21 de novembro de 1889  | 4 de janeiro de 1890                                                                               | Junta nomeada pelo governo federal |
| 2                                         | Augusto Ximeno de Villeroy            |                                                  | Partido Republicano do Amazonas PR               | 4 de janeiro de 1890    | 2 de novembro de 1890                                                                              | Nomeado por decreto do Presidente Deodoro da Fonseca                                                                                                  |
| 3                                         | Eduardo Gonçalves Ribeiro             |                                                  | Partido Republicano do Amazonas PR               | 2 de novembro de 1890   | 5 de maio de 1891                                                                                  | Nomeado por decreto do Presidente Deodoro da Fonseca                                                                                                  |
| —                                         | Guilherme José Moreira Barão de Juruá |                                                  | Partido Republicano do Amazonas PR               | 5 de maio de 1891       | 25 de maio de 1891                                                                                 | Nomeado por decreto do Presidente Deodoro da Fonseca                                                                                                  |
| 4                                         | Antônio Gomes Pimentel                |                                                  | Partido Republicano do Amazonas PR               | 25 de maio de 1891      | 30 de junho de 1891                                                                                | Nomeado por decreto do Presidente Deodoro da Fonseca                                                                                                  |
| 5                                         | Guilherme José Moreira Barão de Juruá |                                                  | Partido Republicano do Amazonas PR               | 30 de junho de 1891     | 1 de setembro de 1891                                                                              | Vice-Governador eleito no cargo de titular |
| 6                                         | Gregório Taumaturgo Azevedo           |                                                  | Partido Republicano do Amazonas PR               | 1 de setembro de 1891   | 27 de fevereiro de 1892                                                                            | Nomeado por decreto do Presidente Deodoro da Fonseca                                                                                                  |
| —                                         | José Inácio Borges Machado            |                                                  | Partido Republicano do Amazonas PR               | 27 de fevereiro de 1892 | 27 de fevereiro de 1892                                                                            | Nomeado por decreto do Presidente Floriano Peixoto |
| 7                                         | Eduardo Gonçalves Ribeiro             |                                                  | Partido Republicano do Amazonas PR               | 27 de fevereiro de 1892 | 23 de julho de 1896                                                                                | Nomeado por decreto do Presidente Floriano Peixoto |
| 8                                         | Fileto Pires Ferreira                 | Fileto Pires                                     | Partido Republicano do Amazonas PR               | 23 de julho de 1896     | 4 de abril de 1898                                                                                 | Governador eleito em sufrágio universal |
| 9                                         | José Cardoso Ramalho Júnior           |                                                  | Partido Republicano do Amazonas PR               | 4 de abril de 1898      | 23 de julho de 1900                                                                                | Vice-Governador eleito no cargo de titular |
| 10                                        | Silvério José Nery                    |                                                  | Partido Republicano do Amazonas PR               | 23 de julho de 1900     | 23 de julho de 1904                                                                                | Governador eleito em sufrágio universal |
| 11                                        | Antônio Constantino Nery              |                                                  | Partido Republicano do Amazonas PR               | 23 de julho de 1904     | 23 de julho de 1908                                                                                | Governador eleito em sufrágio universal |
| 12                                        | Antônio Clemente Ribeiro Bittencourt  |                                                  | Partido Republicano do Amazonas PR               | 23 de julho de 1908     | 1 de janeiro de 1913                                                                               | Governador eleito em sufrágio universal |
| 13                                        | Jônatas de Freitas Pedrosa            |                                                  | Partido Republicano do Amazonas PR               | 1 de janeiro de 1913    | 1 de janeiro de 1917                                                                               | Governador eleito em sufrágio universal |
| 14                                        | Pedro de Alcântara Bacellar           | Pedro Bacelar                                    | Partido Liberal do Amazonas PL                   | 1 de janeiro de 1917    | 1 de janeiro de 1921                                                                               | Governador eleito em sufrágio universal |
| 15                                        | César do Rego Monteiro                |                                                  | Partido Liberal do Amazonas PL                   | 1 de janeiro de 1921    | 30 de outubro de 1924                                                                              | Governador eleito em sufrágio universal |
| 16                                        | Raimundo Rodrigues Barbosa            |                                                  | Partido Liberal do Amazonas PL                   | 30 de outubro de 1924   | 2 de dezembro de 1924                                                                              | Vice-Governador eleito no cargo de titular |
| 17                                        | Alfredo Sá                            |                                                  | Partido Liberal do Amazonas PL                   | 2 de dezembro de 1924   | 1 de janeiro de 1926                                                                               | Governador eleito em sufrágio universal |
| 18                                        | Ifigênio Ferreira de Sales            |                                                  | Partido Liberal do Amazonas PL                   | 1 de janeiro de 1926    | 1 de janeiro de 1930                                                                               | Governador eleito em sufrágio universal |
| 19                                        | Dorval Pires Porto                    |                                                  | Partido Liberal do Amazonas PL                   | 1 de janeiro de 1930    | 24 de outubro de 1930                                                                              | Governador eleito indiretamente pela Assembleia Legislativa                                                                                           |
| Era Vargas (1930-1945)                    |                                       |                                                  |                                                  |                         | | |
| —                                         | Junta Governativa Amazonense de 1930  |                                                  | —                                                | 24 de outubro de 1930   | 1 de novembro de 1930                                                                              | Junta nomeada pelo governo federal |
| —                                         | Floriano da Silva Machado             |                                                  | Partido Liberal do Amazonas PL                   | 1 de novembro de 1930   | 20 de novembro de 1930                                                                             | Interventor nomeado pelo governo federal |
| 20                                        | Álvaro Maia                           |                                                  | Partido Popular do Amazonas PP                   | 20 de novembro de 1930  | 10 de outubro de 1933                                                                              | Interventor nomeado pelo governo federal |
| 21                                        | Nélson de Melo                        |                                                  | Partido Popular do Amazonas PP                   | 10 de outubro de 1933   | 19 de fevereiro de 1935                                                                            | Interventor nomeado pelo governo federal |
| 22                                        | Álvaro Maia                           |                                                  | Partido Popular do Amazonas PP                   | 19 de fevereiro de 1935 | 7 de novembro de 1945                                                                              | Interventor nomeado pelo governo federal |
| 23                                        | Emiliano Estanislau Afonso            |                                                  | Partido Social Democrático PSD                   | 7 de novembro de 1945   | 16 de fevereiro de 1946                                                                            | Interventor nomeado pelo governo federal |
| 24                                        | Júlio José da Silva Nery              |                                                  | Partido Social Democrático PSD                   | 16 de fevereiro de 1946 | 18 de maio de 1946                                                                                 | Interventor nomeado pelo governo federal |
| 25                                        | Raimundo Nicolau da Silva             |                                                  | Partido Social Democrático PSD                   | 18 de maio de 1946      | 31 de agosto de 1946                                                                               | Interventor nomeado pelo governo federal |
| —                                         | João Nogueira da Mata                 |                                                  | Partido Social Democrático PSD                   | 31 de agosto de 1946    | 13 de setembro de 1946                                                                             | Interventor nomeado pelo governo federal |
| 26                                        | Siseno Sarmento                       |                                                  | Partido Social Democrático PSD                   | 13 de setembro de 1946  | 1 de março de 1947                                                                                 | Interventor nomeado pelo governo federal |
| 27                                        | João Nogueira da Mata                 |                                                  | Partido Social Democrático PSD                   | 1 de março de 1947      | 8 de maio de 1947                                                                                  | Interventor nomeado pelo governo federal |
| 28                                        | Leopoldo Neves                        |                                                  | União Democrático Nacional UDN                   | 8 de maio de 1947       | 31 de janeiro de 1951                                                                              | Governador eleito em sufrágio universal |
| 30                                        | Álvaro Maia                           |                                                  | Partido Social Democrático PSD                   | 31 de janeiro de 1951   | 25 de março de 1955                                                                                | Governador eleito em sufrágio universal |
| 31                                        | Plínio Coelho                         |                                                  | Partido Trabalhista Brasileiro PTB               | 25 de março de 1955     | 25 de março de 1959                                                                                | Governador eleito em sufrágio universal |
| 32                                        | Gilberto Mestrinho                    |                                                  | Partido Trabalhista Brasileiro PTB               | 25 de março de 1959     | 25 de março de 1963                                                                                | Governador eleito em sufrágio universal |
| 33                                        | Plínio Coelho                         |                                                  | Partido Trabalhista Brasileiro PTB               | 25 de março de 1963     | 29 de junho de 1964                                                                                | Governador eleito em sufrágio universal |
| 34                                        | Artur César Ferreira Reis             |                                                  | Aliança Renovadora Nacional ARENA                | 29 de junho de 1964     | 31 de janeiro de 1967                                                                              | Governador eleito indiretamente pela Assembleia Legislativa                                                                                           |
| 35                                        | Danilo Areosa                         |                                                  | Aliança Renovadora Nacional ARENA                | 31 de janeiro de 1967   | 15 de março de 1971                                                                                | Governador eleito indiretamente pela Assembleia Legislativa                                                                                           |
| 36                                        | João Walter de Andrade                |                                                  | Aliança Renovadora Nacional ARENA                | 15 de março de 1971     | 15 de março de 1975                                                                                | Governador eleito indiretamente pela Assembleia Legislativa                                                                                           |
| 37                                        | Enoque Reis                           |                                                  | Aliança Renovadora Nacional ARENA                | 15 de março de 1975     | 15 de março de 1979                                                                                | Governador eleito indiretamente pela Assembleia Legislativa                                                                                           |
| 38                                        | José Lindoso                          |                                                  | Partido Democrático Social PDS                   | 15 de março de 1979     | 15 de maio de 1982                                                                                 | Governador eleito indiretamente pela Assembleia Legislativa                                                                                           |
| 39                                        | Paulo Nery                            |                                                  | Partido Democrático Social PDS                   | 15 de maio de 1982      | 15 de março de 1983                                                                                | Vice-Governador eleito no cargo de titular |
| 40                                        | Gilberto Mestrinho                    |                                                  | Partido do Movimento Democrático Brasileiro PMDB | 15 de março de 1983     | 15 de março de 1987                                                                                | Governador eleito em sufrágio universal |
| 41                                        | Amazonino Mendes                      |                                                  | Partido Democrata Cristão PDC                    | 15 de março de 1987     | 2 de abril de 1990                                                                                 | Governador eleito em sufrágio universal |
| 42                                        | Vivaldo Frota                         | Vivaldo Frota                                    | Partido da Frente Liberal PFL                    | 2 de abril de 1990      | 15 de março de 1991                                                                                | Vice-Governador eleito no cargo de titular |
| 43                                        | Gilberto Mestrinho                    |                                                  | Partido do Movimento Democrático Brasileiro PMDB | 15 de março de 1991     | 1 de janeiro de 1995                                                                               | Governador eleito em sufrágio universal |
| 44                                        | Amazonino Mendes                      |                                                  | Partido Progressista Reformador PPR              | 1 de janeiro de 1995    | 1 de janeiro de 1999                                                                               | Governador eleito em sufrágio universal |
| 44                                        | Amazonino Mendes                      | Partido da Frente Liberal PFL                    | 1 de janeiro de 1999                             | 1 de janeiro de 2003    | Governador reeleito em sufrágio universal                                                          | |
| 45                                        | Eduardo Braga                         |                                                  | Partido Popular Socialista PPS                   | 1 de janeiro de 2003    | 1 de janeiro de 2007                                                                               | Governador eleito em sufrágio universal |
| 45                                        | Eduardo Braga                         | Partido do Movimento Democrático Brasileiro PMDB | 1 de janeiro de 2007                             | 31 de março de 2010     | Governador reeleito em sufrágio universal                                                          | |
| 46                                        | Omar Aziz                             |                                                  | Partido da Mobilização Nacional PMN              | 31 de março de 2010     | 1 de janeiro de 2011                                                                               | Vice-Governador eleito no cargo de titular |
| 46                                        | Omar Aziz                             | Partido Social Democrático PSD                   | 1 de janeiro de 2011                             | 4 de abril de 2014      | Governador reeleito em sufrágio universal                                                          | |
| 47                                        | José Melo                             |                                                  | Partido Republicano da Ordem Social PROS         | 4 de abril de 2014      | 1 de janeiro de 2015                                                                               | Vice-Governador eleito no cargo de titular |
| 47                                        | José Melo                             | 1 de janeiro de 2015                             | Partido Republicano da Ordem Social PROS         | 9 de maio de 2017       | Governador reeleito em sufrágio universal, posteriormente cassado pelo Tribunal Superior Eleitoral | |
| 48                                        | David Almeida                         |                                                  | Partido Social Democrático PSD                   | 9 de maio de 2017       | 4 de outubro de 2017                                                                               | Presidente da Assembleia Legislativa no cargo de titular interinamente. Assumiu posteriormente após cassação de Melo pelo Tribunal Superior Eleitoral |
| 49                                        | Amazonino Mendes                      |                                                  | Partido Democrático Trabalhista PDT              | 4 de outubro de 2017    | 1 de janeiro de 2019                                                                               | Governador eleito em sufrágio universal nas eleições suplementares do Amazonas em 2017                                                                |
| 50                                        | Wilson Lima                           |                                                  | Partido Social Cristão PSC                       | 1º de janeiro de 2019   | 1° de janeiro de 2023                                                                              | Governador eleito em sufrágio universal nas eleições estaduais no Amazonas em 2018                                                                    |
| 50                                        | Wilson Lima                           | União Brasil UNIÃO                               | 1° de janeiro de 2023                            | em exercício            | Governador reeleito em sufrágio universal nas eleições estaduais no Amazonas em 2022               | |